# Ankazobe
Ankazobe es una ciudad de la provincia de Antananarivo, Madagascar con una población de 15 722 hab. (est. 2001).